# Sassari-Cagliari 1953
La Sassari-Cagliari 1953, quinta edizione della corsa, si svolse il 22 febbraio 1953 su un percorso di 225 km. La vittoria fu appannaggio dell'italiano Fiorenzo Magni, che completò il percorso in 5h39'02", precedendo i connazionali Giuseppe Minardi e Giovanni Corrieri.
Sul traguardo di Cagliari 35 ciclisti portarono a termine la competizione. La media oraria fu così elevata tanto che la corsa arrivò decisamente in anticipo sulla cronotabella preventivata e questo generò un curioso imprevisto. Il traguardo era infatti posto sulla pista dello Stadio Amsicora e i corridori ci arrivarono quando era ancora in corso l'incontro di calcio di Serie B tra Cagliari e Genoa. Gli organizzatori pertanto all'ultimo retrocedettero lo striscione dell'arrivo nella strada che portava alla pista e lì vennero presi i tempi finali, ma tuttavia Fiorenzo Magni e Giuseppe Minardi prima e poi tutto il gruppo entrarono comunque nello stadio durante la partita con il pubblico che venne "distratto" dalla corsa ciclistica.

## Ordine d'arrivo (Top 10)
| Pos. | Corridore         | Squadra         | Tempo    |
| ---- | ----------------- | --------------- | -------- |
| 1    | Fiorenzo Magni    | Guerra-Ursus    | 5h39'02" |
| 2    | Giuseppe Minardi  | Legnano-Pirelli | s.t.     |
| 3    | Giovanni Corrieri | Bartali         | a 1'10"  |
| 4    | Mario Baroni      | Guerra-Ursus    | s.t.     |
| 5    | Giorgio Albani    | Legnano-Pirelli | s.t.     |
| 6    | Serafino Biagioni | Bartali         | s.t.     |
| 7    | Désiré Keteleer   | Bianchi-Pirelli | s.t.     |
| 8    | Bruno Monti       | Arbos           | s.t.     |
| 9    | Luigi Mastroianni | Girardengo      | s.t.     |
| 10   | Remo Bartalini    | Fréjus          | s.t.     |